# Nya Zeeland i olympiska sommarspelen 1972
Nya Zeeland deltog med 89 deltagare vid de olympiska sommarspelen 1972 i München. Totalt vann de en guldmedalj, en silvermedalj och en bronsmedalj.

## Medaljer

### Guld
- Tony Hurt, Wybo Veldman, Dick Joyce, John Hunter, Lindsay Wilson, Athol Earl, Trevor Coker, Gary Robertson och Simon Dickie - Rodd, åtta med styrman.

### Silver
- Dick Tonks, Dudley Storey, Ross Collinge och Noel Mills - Rodd, fyra utan styrman.

### Brons
- Rod Dixon - Friidrott, 1 500 meter.

## Boxning
Herrar
| Boxare       | Gren       | Första rundan        | Andra rundan         | Tredje rundan        | Kvartsfinal          | Semifinal            | Final                | Final |
| Boxare       | Gren       | Motståndare Resultat | Motståndare Resultat | Motståndare Resultat | Motståndare Resultat | Motståndare Resultat | Motståndare Resultat | Plats |
| ------------ | ---------- | -------------------- | -------------------- | -------------------- | -------------------- | -------------------- | -------------------- | ----- |
| Pat Ryan     | Fjädervikt | Bye                  | Kobayashi (JPN) 1-4  | Gick inte vidare     | Gick inte vidare     | Gick inte vidare     | Gick inte vidare     | 17    |
| Jeff Rackley | Weltervikt | Bye                  | Meier (FRG) 0-5      | Gick inte vidare     | Gick inte vidare     | Gick inte vidare     | Gick inte vidare     | 17    |

## Brottning
Fristil
| Idrottare   | Gren  | Omgång 1                         | Omgång 2                       | Omgång 3             | Omgång 4             | Omgång 5             | Omgång 6             | Sista omgången       |
| Idrottare   | Gren  | Motståndare Resultat             | Motståndare Resultat           | Motståndare Resultat | Motståndare Resultat | Motståndare Resultat | Motståndare Resultat | Motståndare Resultat |
| ----------- | ----- | -------------------------------- | ------------------------------ | -------------------- | -------------------- | -------------------- | -------------------- | -------------------- |
| David Aspin | 82 kg | Chander (IND) Förlust genom fall | Hajiloo (IRN) Förlust på poäng | Gick inte vidare     | Gick inte vidare     | Gick inte vidare     | Gick inte vidare     | Gick inte vidare     |